# Замок Бостон
Замок Бостон (англ. Boston Castle; ирл. Cloondooan Castle) — один из замков Ирландии, расположенный в графстве Клэр, у одноимённого посёлка Бостон.

## История
Сейчас от замка осталась только одна башня — сохранена наполовину, и только северная стена башни с фрагментами этажей. Башня имела четыре этажа с окнами и бойницами на нижних этажах, между этажами был проход в виде свода. На верхнем этаже было два больших окна. Замок стоит на северной оконечности вала, насыпанной и укрепленной каменной кладкой. Сейчас руины башни поднимаются на высоту 60 футов, все остальные здания замка не сохранились.
Название Бостон возникло позже, скорее всего, в XIX веке, как ироническое название или название нескольких сооружений, построенных в этих местах в 1839 году, и они принадлежали маркизу Томонд. Ирландское название этого замка — Мойнин на г-Клогенн. Название можно перевести как «замок маленького луга» или «замок болота черепов». Возможно, название «замок Бостон» — ошибочное название, которое было перенесено из другой местности, расположенной в Кратлоу, что южнее.
У развалин замка Бостон расположены руины ещё двух замков: Клуайн Дубайн и Скагард, стоящих на берегу озера Лох-Банни. Когда-то эти три замка были местами жестоких битв и осад. В XVI веке замок Клундуен считался одним из самых укреплённых замков, принадлежавших ирландским кланам. В частности, в своё время эти замки защищал ирландский предводитель Махон О'Брайен — сын Турла О'Брайена, он держал оборону этих замков в течение трех месяцев, пока не был убит выстрелом из мушкета. Убил его английский офицер сэр Ричард Бингем, служивший королеве Англии Елизавете I. Эти бои и события произошли в 1586 году. Ричард Бингем был назначен при королеве Англии «лордом Коннахта», и он начал войну против непокорных ирландских кланов. Но ему понадобилось три месяца изнурительных боев, чтобы, наконец, получить замок Клундуен (Бостон). После гибели главаря его люди были жителями окрестных деревень, решили сдаться в плен, надеясь на милость победителей, но все пленные были казнены. После падения замка Клундуен был разрушен английским войском.